# 近松半二
近松 半二（ちかまつ はんじ、享保10年〈1725年〉 - 天明3年2月4日〈1783年3月6日〉）は、浄瑠璃作者。

## 来歴
儒者で竹本座と関係の深かった穂積以貫の次男として大坂に生まれる。名は成章。
二代目竹田出雲に入門し、竹本座の座付作者となり、近松門左衛門に私淑して近松半二を名乗る。宝暦元年（1751年）『役行者大峰桜』の序を書いてデビュー、師の没後、竹本座の中心的な作者となり、宝暦9年（1759年）『日高川入相花王』、宝暦12年（1762年）『奥州安達原』で好評を博し、宝暦13年（1763年）39歳で立作者となる。明和3年（1766年）、『本朝廿四孝』、明和5年（1768年）『傾城阿波の鳴門』、明和6年（1769年）『近江源氏先陣館』、明和8年（1771年）『妹背山婦女庭訓』、安永9年（1780年）『新版歌祭文』と、現在も歌舞伎・文楽でしばしば上演される名作群を書き、並木宗輔に続く竹本座の全盛期を築いたが、天明3年 （1783年）初演の『伊賀越道中双六』の執筆中に死去した。本作は近松加作により完成・上演された。
岡本綺堂はその戯曲『近松半二の死』で、歌舞伎に押されて浄瑠璃が衰退していくのを憂えつつ死んでゆく半二を描いた。
浄瑠璃研究においては近松門左衛門に研究が偏っているため、これまで特筆すべき単独の半二研究はなかったが、2022年に早稲田大学演劇博物館において「近松半二展」が開催され、併せて研究書が出版された。

## 近松半二を描いた作品

### 小説
- 『渦 妹背山婦女庭訓 魂結び』（2019、大島真寿美、文藝春秋）[2][3]

### 戯曲
- 『近松半二の死』(1928、岡本綺堂、文藝春秋)[4]

## 校訂著書
- 『近松半二浄瑠璃集』 水谷不倒編、博文館、1899（続帝国文庫）
- 『本朝廿四孝』 守随憲治校訂、岩波文庫、1939
- 『近松半二集』 守随憲治校註、朝日新聞社、1949（日本古典全書）
- 『名作歌舞伎全集 第5・6巻 丸本時代物集 4・5』 郡司正勝・山本二郎校訂、戸板康二解説、東京創元社 1970-71
- 『近松半二 浄瑠璃集 1』 原道生編、国書刊行会、1987（叢書江戸文庫）
- 『近松半二浄瑠璃集 2』 阪口弘之編、国書刊行会、1996（叢書江戸文庫）
- 『近松半二江戸作者浄瑠璃集　伊賀越道中双六 新日本古典文学大系』 内山美樹子校注 岩波書店、1996
- 『妹背山婦女庭訓・伊賀越道中双六』 景山正隆編、白水社、1995（歌舞伎オン・ステージ）
- 『新版歌祭文』 織田紘二編、白水社 2001（歌舞伎オン・ステージ）
- 『本朝廿四孝』 権藤芳一編、白水社、2003（歌舞伎オン・ステージ）

### 研究
- 内山美樹子『浄瑠璃史の十八世紀』 勉誠出版、1989
- 原田真澄『近松半二 奇才の浄瑠璃作者』早稲田大学坪内博士記念演劇博物館 監修、春陽堂書店、2022